# Oparinisis flexilis
Oparinisis flexilis is een zachte koraalsoort uit de familie Isididae. De koraalsoort komt uit het geslacht Oparinisis. Oparinisis flexilis werd in 1998 voor het eerst wetenschappelijk beschreven door Alderslade. 